# Oligotoma michaeli
Oligotoma michaeli is een insectensoort uit de familie Oligotomidae, die tot de orde webspinners (Embioptera) behoort. 
Oligotoma michaeli is voor het eerst wetenschappelijk beschreven door McLachlan in 1877.